# Deutsche Botschaft Windhuk

Sanlam Centre, Gebäude, in dem die Kanzlei der Botschaft Windhuk untergebracht ist

Die Deutsche Botschaft Windhuk ist die offizielle diplomatische Vertretung der Bundesrepublik Deutschland in der Republik Namibia.
Die Botschaft liegt im Stadtteil Windhoek-Zentral, im 6. Obergeschoss eines großen Gebäudekomplexes, dem Sanlam Centres.

## Auftrag und Organisation
Die Botschaft Windhuk hat den Auftrag, die bilateralen Beziehungen zum Gastland Namibia zu pflegen, die deutschen Interessen gegenüber der namibischen Regierung zu vertreten und die Bundesregierung über Entwicklungen im Gastland zu unterrichten.
In der Botschaft werden die Sachgebiete Politik, Wirtschaft, Kultur und Bildung sowie Entwicklungszusammenarbeit bearbeitet. Die bilaterale Entwicklungszusammenarbeit wird als wichtiger Bestandteil der Beziehungen zwischen Namibia und der früheren Kolonialmacht Deutschland angesehen. Seit 1990 wurden (bis 2020) mehr als 1,4 Milliarden Euro für diesen Zweck zur Verfügung gestellt. Es handelt sich um die höchste Pro-Kopf-Zuwendung Deutschlands weltweit. Schwerpunkte sind das Management natürlicher Ressourcen, Transport und Logistik sowie nachhaltige wirtschaftliche Entwicklung.
Das Rechts- und Konsularreferat der Botschaft bietet alle konsularischen Dienstleistungen für in Namibia ansässige deutsche Staatsangehörige an. Es werden Visaanträge namibischer Staatsangehöriger für das Schengengebiet bearbeitet. Die Botschaft ist ebenfalls für die Visaabwicklung für Belgien, Frankreich, Griechenland, Luxemburg, Malta, Niederlande, Österreich, Ungarn und die Schweiz zuständig. In der Botschaft werden in der Regel Rechtsreferendare (Verwaltungs- oder Wahlstation) ausgebildet. Die Botschaft unterhält eine telefonische Rufbereitschaft für konsularische Notfälle deutscher Staatsangehöriger außerhalb der Dienstzeit.  
Der Militärattaché der Botschaft Pretoria (in Südafrika) ist in Namibia nebennotifiziert.
Eine bedeutende Aufgabe der Botschaft Windhuk war ihre Beteiligung am Zustandekommen des im Mai 2021 vereinbarten bilateralen Abkommens zur Wiedergutmachung deutscher Kolonialverbrechen.
Der Botschaft ist die Beratergruppe der Bundeswehr (englisch: German Armed Forces Technical Advisory Group, GAFTAG) angegliedert.

## Geschichte
Namibia wurde am 21. März 1990 von der südafrikanischen Besatzung unabhängig. Die Bundesrepublik Deutschland eröffnete am selben Tag eine Botschaft in Windhuk.
Die DDR und Namibia nahmen ebenfalls am 21. März 1990 diplomatische Beziehungen auf. Die gerade eröffnete und von einem Geschäftsträger geleitete Botschaft wurde mit dem Beitritt der DDR zur Bundesrepublik Deutschland nach einigen Monaten wieder geschlossen.